# Bisbat d'Anvers

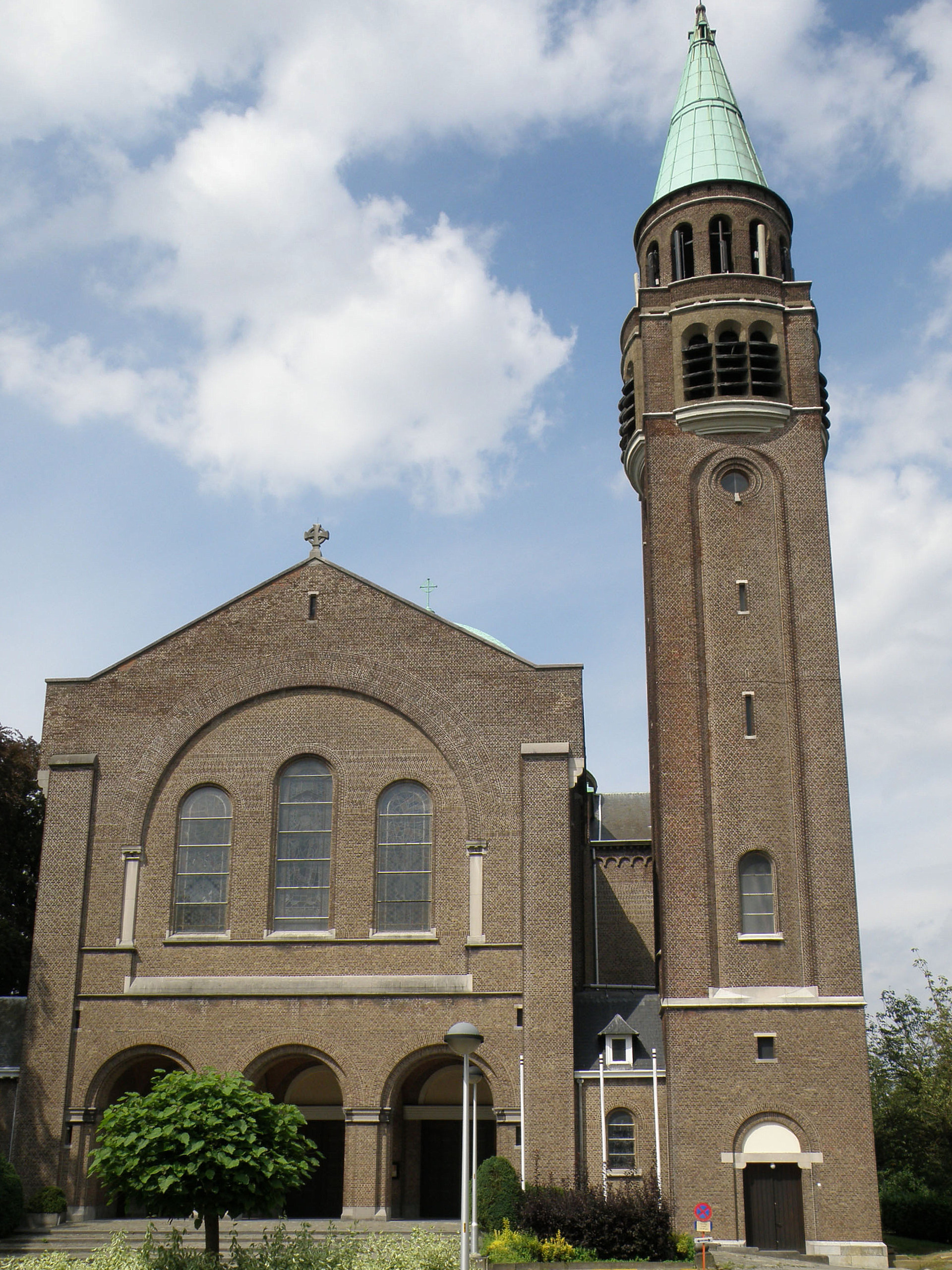
La basílica menor de Nostra Senyora de Lourdes (Basiliek Onze-Lieve-Vrouw van Lourdes) a Edegem.

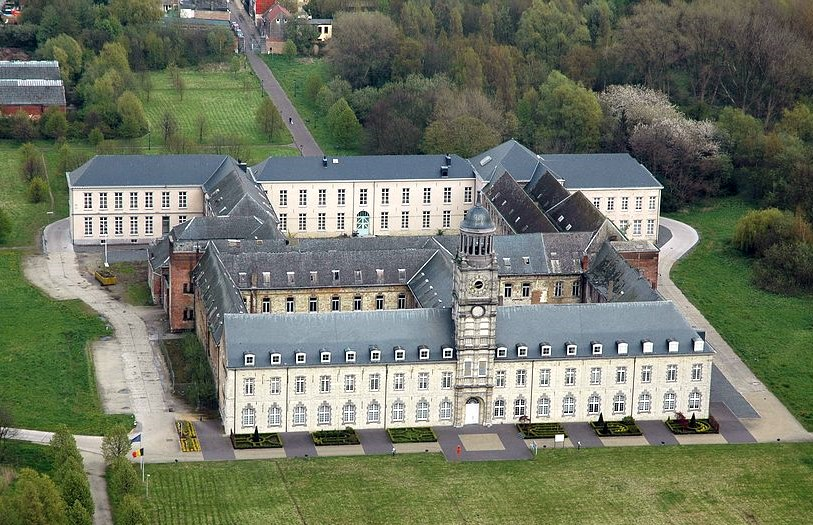
L'ex abadia cistercenca de San Bernardo sobre l'Escaut a Hemiksem.

El bisbat d'Anvers (flamenc: Bisdom Antwerpen; llatí:  Dioecesis Antverpiensis) és una seu de l'Església catòlica a Bèlgica.
Al 2022 comptava amb 1.174.162 batejats d'un total de 1.533.263 habitants. Actualment està regida pel bisbe Johan Jozef Bonny.

## Territori
La diòcesi comprèn tota la província d'Anvers, a excepció de 8 municipis que pertanyen a l'arquebisbat de Mechelen-Brussel·les i un que pertant a la diòcesi de Gant.
La seu episcopal és la ciutat d'Anvers, on es troba la catedral de Nostra Senyora (Onze Lieve Vrouwe). Al territori hi ha també dues basíliques menors: Nostra Senyora de Lora a Edegem, i el Sagrat Cor a Berchem
El territori s'estén sobre 2.570 km² i està dividit en 280 parròquies, agrupades en dos vicariats (Anvers i Kempen) i set decanats.

## Història
Amb l'arribada del rei Felip II, va ser possible iniciar la redefinició de la geografia eclesiàstica de les possessions espanyoles als Països Baixos, ja discutida en les dècades anteriors. Una comissió especial va elaborar un llarg informe, acompanyat de mapes geogràfics, sobre l'oportunitat d'iniciar un programa de fundació de noves diòcesis que, en el context de la Contrareforma, fomentés una intensificació de la vigilància pastoral, amb la finalitat de posar fi a la corrupció i la decadència moral del clergat, i alhora pogués limitar el progrés de les idees teològiques dels reformadors alemanys i suïssos.
El 12 de maig de 1559, amb la butlla Super universas, el papa Pau IV va erigir catorze noves diòcesis, entre les quals la d'Anvers, que, juntament amb les quatre preexistents, formaven tres noves províncies eclesiàstiques, és a dir, Cambrai, Utrecht i Mechelen.
La butlla Super universas, però, no definia els límits de les diòcesis, no establia el nombre de parròquies i sobretot no preveia els mitjans de subsistència de les taules episcopals. Una comissió encarregada d'estudiar aquests aspectes va treballar durant més de dos anys, i només l'11 de març de 1561 va ser publicada la butlla Ex iniuncto nobis pel papa Pius IV, que finalment va donar una fisonomia territorial a la diòcesi d'Anvers. La nova diòcesi d'Anvers, convertida en sufragània de Malines, estava formada per l'arxidiaconat d'Anvers, que havia pertangut a l'arxidiòcesi de Cambrai, i l'arxidiaconat de Carpine, que havia format part de la diòcesi de Lieja. Per mantenir la diòcesi, l'abadia de Sant Bernat a l'Escaut, a Hemiksem, va ser concedida a la mensa episcopal .
Un canonge de Brussel·les , Philippe Negri, originari de Boulogne-sur-Mer, va ser nomenat primer bisbe de la nova diòcesi, però va morir el 4 de gener de 1563, abans de rebre la consagració episcopal. L'erecció d'aquestes noves diòcesis va provocar una animada reacció de tots aquells que van veure en això el primer pas cap a la introducció de la Inquisició espanyola a Bèlgica. Això va retardar el nomenament dels posteriors bisbes d'Anvers i va causar diversos anys de vacants a la jove diòcesi.
Amb el bisbe Frans van de Velde (1570-1576) va tenir lloc la primera organització territorial de la diòcesi, formada per un arxipresbiterat a Anvers, i sis deganats rurals: Anvers, Lierre, Herentals, Hoogstraten, Breda i Bergen op Zoom. Van de Velde també va convocar dos sínodes diocesans, el 1571 i el 1576, per introduir la reforma tridentina a la diòcesi, i va escriure en flamenc una instrucció pastoral per als sacerdots parroquials sobre com administrar els sagraments.
Després d'uns altres deu anys de seu vacant, a causa que la ciutat d'Anvers estava ocupada pels calvinistes, va ser nomenat bisbe Laevinus Torrentius (1586-1595), que va intentar reconciliar les parts i va fer tornar diversos creients al catolicisme; principalment va establir escoles de catecisme, confiades als jesuïtes, que van ser obligatòries per les autoritats civils d'Anvers.
El 1605, el bisbe Jean Miraeus va obrir el seminari episcopal d'Anvers, confiat als jesuïtes. Aquest bisbe, així com el seu successor Johannes Malderus (1611-1633), van haver de fer un gran esforç per contrarestar la propagació de les idees calvinistes a la seva diòcesi, especialment als deganats del nord, Breda i Bergen op Zoom, que després de 1648 van passar a formar part definitivament de les Províncies Unides.
El darrer bisbe va ser Corneille-François Nelis (1785-1798), que, davant la segona invasió francesa de Bèlgica el 1794, va abandonar la ciutat i la diòcesi sense tornar; va morir a Camaldoli, a la Toscana, el 1798.
La diòcesi d'Anvers va ser suprimida arran del concordat amb la butlla Qui Christi Domini del papa Pius VII del 29 de novembre de 1801 i el seu territori va ser incorporat al de l'arxidiòcesi de Malines, amb l'excepció dels deganats de Breda i Bergen op Zoom, que el 1803 van ser erigits en vicariats apostòlics. Quan la jerarquia episcopal va ser restablerta a Holanda el 1853, aquests dos deganats van formar la nova diòcesi de Breda.
El 8 de desembre de 1961, la diòcesi d'Anvers va ser restablerta per la butlla papal Christi Ecclesia del papa Joan XXIII amb territori pres de l'arxidiòcesi de Malines.
El 31 de maig de 1965, el capítol catedralici va ser restablert amb la butlla Cathedralium ecclesiarum del papa Pau VI.
El 30 de novembre de 1977, dues parròquies de l'arxidiòcesi de Mechelen-Brussel·les, Konings-Hooikt i Peulis, van ser annexionades a la diòcesi d'Anvers.

## Cronologia episcopal
- Philippe Negri † (10 de març de 1561 - 4 de gener de 1563 mort)
  - Sede vacante (1563-1569)
- Frans van de Velde † (13 de març de 1570 - 29 de juny de 1576 mort)
  - Sede vacante (1576-1586)
- Laevinus Torrentius (Liévin van der Beken) † (27 d'octubre de 1586 - 26 d'abril de 1595 mort)
- Guillaume de Berghes † (14 d'abril de 1597 - 9 d'abril de 1601 nomenat arquebisbe de Cambrai)
  - Sede vacante (1601-1604)
- Jean Miraeus (Le Mire) † (15 de març de 1604 - 12 de gener de 1611 mort)
- Jan van Malderen † (25 de maig de 1611 - 21 d'octubre de 1633 mort)
- Gaspard van den Bosch † (12 de febrer de 1635 - 27 de novembre de 1651 nomenat arquebisbe de Cambrai)
- Marius Ambrosius Capello, O.P. † (6 de juliol de 1654 - 4 d'octubre de 1676 mort)
- Aubert van den Eede † (13 de setembre de 1677 - 6 de novembre de 1678 mort)
- Jean-Ferdinand de Beughem † (25 de setembre de 1679 - 19 de maig de 1699 mort)
- Reginaldus Cools, O.P. † (10 de maig de 1700 - 2 de desembre de 1706 mort)
- Peter Josef von Franken-Siersdorf † (15 de desembre de 1710 - 19 d'octubre de 1727 mort)
- Charles d'Espinoza, O.F.M.Cap. † (14 de juny de 1728 - 31 d'agost de 1742 mort)
- Guillaume-Philippe de Herzelles † (11 de març de 1743 - 2 de setembre de 1744 mort)
- Joseph-Anselme-François Weerbrouck † (17 de gener de 1746 - 24 de desembre de 1747 mort)
- Dominikus de Gentis (Wilhelm Philipp Gentis), O.P. † (5 de maig de 1749 - 5 de juliol de 1758 mort)
- Henri-Gabriel van Gameren † (4 d'abril de 1759 - 26 de gener de 1775 mort)
- Jacques-Thomas-Joseph Wellens † (15 de juliol de 1776 - 30 de gener de 1784 mort)
- Corneille-François Nelis † (14 de febrer de 1785 - 21 d'agost de 1798 mort)
  - Seu suprimida (1801-1961)
- Jules Victor Daem † (5 d'abril de 1962 - 4 de novembre de 1977 jubilat)
- Godfried Danneels † (4 de novembre de 1977 - 19 de desembre de 1979 nomenat arquebisbe de Mechelen-Brussel·les)
- Paul Van den Berghe (3 de juliol de 1980 - 28 d'octubre de 2008 jubilat)
- Johan Jozef Bonny, des del 28 d'octubre de 2008

## Estadístiques
A finals del 2022, la diòcesi comptava amb 1.174.162 batejats sobre una població de 1.533.263 persones, equivalent al 76,68% del total.
| any  | població  | població  | població | sacerdots | sacerdots       | sacerdots       | sacerdots             | diàques | religiosos | religiosos | parroquies |
| ---- | --------- | --------- | -------- | --------- | --------------- | --------------- | --------------------- | ------- | ---------- | ---------- | ---------- |
| any  | batejats  | total     | %        | total     | clergat secular | clergat regular | batejats por sacerdot | diàques | homes      | dones      |            |
| 1970 | 1.200.000 | 1.330.506 | 90,2     | 1.107     | 1.107           |                 | 1.084                 |         |            | 5.336      | 306        |
| 1980 | 1.228.726 | 1.370.875 | 89,6     | 1.591     | 919             | 672             | 772                   | 10      | 908        | 4.462      | 317        |
| 1990 | 1.318.521 | 1.390.027 | 94,9     | 1.260     | 701             | 559             | 1.046                 | 37      | 739        | 3.453      | 320        |
| 1999 | 1.302.160 | 1.433.845 | 90,8     | 1.023     | 520             | 503             | 1.272                 | 61      | 623        | 2.582      | 318        |
| 2000 | 1.301.088 | 1.436.482 | 90,6     | 1.011     | 519             | 492             | 1.286                 | 62      | 611        | 2.483      | 316        |
| 2001 | 1.283.503 | 1.433.174 | 89,6     | 1.019     | 506             | 513             | 1.259                 | 65      | 629        | 2.385      | 316        |
| 2002 | 1.281.722 | 1.440.672 | 89,0     | 961       | 468             | 493             | 1.333                 | 65      | 600        | 2.296      | 316        |
| 2003 | 1.280.563 | 1.446.757 | 88,5     | 908       | 447             | 461             | 1.410                 | 68      | 560        | 2.204      | 313        |
| 2004 | 1.281.702 | 1.454.396 | 88,1     | 891       | 426             | 465             | 1.438                 | 73      | 562        | 2.137      | 317        |
| 2006 | 1.289.847 | 1.468.265 | 87,8     | 839       | 394             | 445             | 1.537                 | 77      | 526        | 1.927      | 310        |
| 2012 | 1.265.000 | 1.536.000 | 82,4     | 626       | 293             | 333             | 2.020                 | 73      | 405        | 1.387      | 301        |
| 2015 | 1.208.000 | 1.566.000 | 77,1     | 552       | 242             | 310             | 2.188                 | 72      | 379        | 1.147      | 297        |
| 2018 | 1.218.800 | 1.579.330 | 77,2     | 485       | 208             | 277             | 2.512                 | 76      | 324        | 926        | 291        |
| 2020 | 1.215.000 | 1.586.590 | 76,6     | 429       | 196             | 233             | 2.832                 | 75      | 233        | 611        | 290        |
| 2022 | 1.174.162 | 1.533.263 | 76,6     | 352       | 165             | 187             | 3.335                 | 69      | 187        | 703        | 280        |